# Reserva Natural de Tõrasoo
A Reserva Natural de Tõrasoo é uma reserva natural localizada no condado de Rapla, na Estónia.
A área da reserva natural é de 3306 hectares.
A área protegida foi fundada em 2005 para proteger valiosos tipos de habitat e espécies ameaçadas no paul de Tõrasoo e nos seus arredores nas antigas freguesias de Raikküla e Märjamaa.